# Вуйлейксіс Рівас
Вуйлейксіс де Хесус Рівас Еспіноза (ісп. Wuileixis de Jesus Rivas Espinoza; нар. 27 серпня 1990, Каракас) — венесуельський борець греко-римського стилю, чемпіон, срібний та чотириразовий бронзовий призер Панамериканських чемпіонатів, чемпіон та срібний призер Панамериканських ігор, учасник двох Олімпійських ігор.

## Життєпис
Боротьбою почав займатися з 2003 року.
Виступав за борцівський клуб Нагванагва. Тренер — Гектор Чирінос (з 2004).

## Спортивні результати на міжнародних змаганнях

### Виступи на Олімпіадах
| Змагання                    | Збірна    | Вагова категорія                 | Місце |
| --------------------------- | --------- | -------------------------------- | ----- |
| Літні Олімпійські ігри 2012 | Венесуела | греко-римська боротьба, до 66 кг | 16    |
| Літні Олімпійські ігри 2016 | Венесуела | греко-римська боротьба, до 66 кг | 14    |

### Виступи на Чемпіонатах світу
| Змагання                        | Збірна    | Вагова категорія                 | Місце |
| ------------------------------- | --------- | -------------------------------- | ----- |
| Чемпіонат світу з боротьби 2009 | Венесуела | греко-римська боротьба, до 60 кг | 32    |
| Чемпіонат світу з боротьби 2015 | Венесуела | греко-римська боротьба, до 66 кг | 20    |
| Чемпіонат світу з боротьби 2019 | Венесуела | греко-римська боротьба, до 77 кг | 15    |

### Виступи на Панамериканських чемпіонатах
| Змагання                                   | Збірна    | Вагова категорія                 | Місце  |
| ------------------------------------------ | --------- | -------------------------------- | ------ |
| Панамериканський чемпіонат з боротьби 2009 | Венесуела | греко-римська боротьба, до 60 кг | Бронза |
| Панамериканський чемпіонат з боротьби 2012 | Венесуела | греко-римська боротьба, до 66 кг | 7      |
| Панамериканський чемпіонат з боротьби 2014 | Венесуела | греко-римська боротьба, до 71 кг | Золото |
| Панамериканський чемпіонат з боротьби 2015 | Венесуела | греко-римська боротьба, до 66 кг | Бронза |
| Панамериканський чемпіонат з боротьби 2017 | Венесуела | греко-римська боротьба, до 66 кг | Бронза |
| Панамериканський чемпіонат з боротьби 2018 | Венесуела | греко-римська боротьба, до 72 кг | Срібло |
| Панамериканський чемпіонат з боротьби 2019 | Венесуела | греко-римська боротьба, до 77 кг | 8      |
| Панамериканський чемпіонат з боротьби 2020 | Венесуела | греко-римська боротьба, до 77 кг | Бронза |

### Виступи на Панамериканських іграх
| Змагання                  | Збірна    | Вагова категорія                 | Місце  |
| ------------------------- | --------- | -------------------------------- | ------ |
| Панамериканські ігри 2015 | Венесуела | греко-римська боротьба, до 66 кг | Золото |
| Панамериканські ігри 2019 | Венесуела | греко-римська боротьба, до 77 кг | Срібло |

### Виступи на інших змаганнях
| Змагання                                                               | Збірна    | Вагова категорія                 | Місце  |
| ---------------------------------------------------------------------- | --------- | -------------------------------- | ------ |
| Олімпійський кваліфікаційний турнір з боротьби 2012 (Кіссіммі-Орландо) | Венесуела | греко-римська боротьба, до 66 кг | Срібло |
| Меморіал Іона Корнеану 2012                                            | Венесуела | греко-римська боротьба, до 66 кг | Бронза |
| Гран-прі Іспанії з боротьби 2012                                       | Венесуела | греко-римська боротьба, до 66 кг | 8      |
| Золотий Гран-прі з боротьби 2015                                       | Венесуела | греко-римська боротьба, до 66 кг | 9      |
| Турнір Дана Колова — Николи Петрова 2016                               | Венесуела | греко-римська боротьба, до 66 кг | Бронза |
| Олімпійський кваліфікаційний турнір з боротьби 2016 (Фріско)           | Венесуела | греко-римська боротьба, до 66 кг | Золото |
| Cerro Pelado International 2018                                        | Венесуела | греко-римська боротьба, до 67 кг | Бронза |
| Центральноамериканський і Карибський чемпіонат з боротьби 2018         | Венесуела | греко-римська боротьба, до 67 кг | Бронза |
| Кубок Алроси 2019                                                      | Венесуела | Multiple Style Event, до G77 кг  | 4      |
| Меморіал Маттео Пелліконе 2020                                         | Венесуела | греко-римська боротьба, до 77 кг | Бронза |
| Олімпійський кваліфікаційний турнір з боротьби 2020 (Оттава)           | Венесуела | греко-римська боротьба, до 77 кг | 5      |
| Турнір Дана Колова — Николи Петрова 2021                               | Венесуела | греко-римська боротьба, до 77 кг | 5      |
| Олімпійський кваліфікаційний турнір з боротьби 2021                    | Венесуела | греко-римська боротьба, до 77 кг | 18     |
| Боліваріанські ігри 2022                                               | Венесуела | греко-римська боротьба, до 77 кг | Золото |

### Виступи на змаганнях молодших вікових груп
| Змагання                                                 | Збірна    | Вагова категорія                 | Місце |
| -------------------------------------------------------- | --------- | -------------------------------- | ----- |
| Панамериканський чемпіонат з боротьби серед юніорів 2008 | Венесуела | греко-римська боротьба, до 66 кг | 5     |
| Панамериканський чемпіонат з боротьби серед юніорів 2010 | Венесуела | греко-римська боротьба, до 66 кг | 8     |